# Борисоглебский район (Воронежская область)
Борисогле́бский район — упразднённая административно-территориальная единица в составе Воронежской области России.
Административный центр — город Борисоглебск.

## География
Площадь района на момент его упразднения составляла 1320 км².

## История
В 1934 году вместе с образованием Воронежской области в её составе был образован Борисоглебский район. В 1935 году часть его населённых пунктов была включена в новообразованный Грибановский район. В 1946 году южная часть Борисоглебского района была преобразована в Поворинский район. 
17 ноября 1949 года Борисоглебский район был упразднён, а его территория была включена в Поворинский район (входивший с 6 января 1954 года по 19 ноября 1957 года в состав Балашовской области). 
В 1960 году Борисоглебский район был восстановлен. С 1963 до 1970 гг. в него входила территория временно ликвидированного Поворинского района. 
В 1996 году Борисоглебский район был вновь упразднён, на его месте был образован город-район Борисоглебск, с точки зрения административно-территориального устройства «урбанизированная административно-территориальная единица, которая по характеру занятий большинства её жителей может быть отнесена в установленном законодательством порядке к категории городов, однако обладает протяжённой территорией и чётко выделенной пригородной зоной — зоной перспективного развития городского населённого пункта» (тип — город областного подчинения), на уровне муниципального устройства — город. 15 октября 2004 года муниципальное образование город Борисоглебск-район было преобразовано в городской округ, 2 июня 2005 года было утверждено наименование Борисоглебский городской округ. Борисоглебск-район как административная единица был заменён на Борисоглебский городской округ в 2006 году.
В ОКАТО это преобразование не отражено: выделяются как независимые единицы город областного подчинения Борисоглебск и Борисоглебский район, точно так же выделялись и во Всероссийской переписи населения 2002 года. Во Всероссийской переписи населения 2010 года Борисоглебский городской округ как административно-территориальная единица отмечен. В автоматизированном государственном каталоге географических названий: город областного подчинения Борисоглебск с подчинёнными населёнными пунктами.
Наименование Борисоглебский район на практике используется и в наше время (причём город включается в административный район), в том числе в официальных документах, также встречается одновременное использование наименований Борисоглебский район и Борисоглебск город-район.

## Население
| 1939   | 1970    | 1979    | 1989    | 2002    |
| ------ | ------- | ------- | ------- | ------- |
| 45 639 | ↗48 217 | ↘17 958 | ↘14 928 | ↘13 880 |

## Населённые пункты
В состав Борисоглебского района как учётной единицы переписи 2002 года входили 24 населённых пункта:
| №  | Населённый пункт   | Тип населённого пункта | Население |
| -- | ------------------ | ---------------------- | --------- |
| 1  | Богана             | село                   | 1250      |
| 2  | Горелка            | село                   | ↘390      |
| 3  | Губари             | село                   | ↘1028     |
| 4  | Звегинцево         | посёлок                | 13        |
| 5  | Ивановка           | посёлок                | 9         |
| 6  | Калинино           | посёлок                | 132       |
| 7  | Калинино           | село                   | ↘628      |
| 8  | Макашевка          | село                   | ↘1084     |
| 9  | Махровка           | село                   | 541       |
| 10 | Мировой Октябрь    | посёлок                | 154       |
| 11 | Миролюбие          | посёлок                | 568       |
| 12 | Нововоскресеновка  | село                   | 41        |
| 13 | Петровское         | село                   | ↘1022     |
| 14 | Подстёпки          | посёлок                | 47        |
| 15 | Ростань            | посёлок                | 0         |
| 16 | Селома             | деревня                | 17        |
| 17 | Старовоскресеновка | село                   | 419       |
| 18 | Танцырей           | село                   | ↘1232     |
| 19 | Третьяки           | село                   | ↘1253     |
| 20 | Тюковка            | село                   | ↘404      |
| 21 | Ульяновка          | село                   | ↗664      |
| 22 | Чибизовка          | посёлок                | 86        |
| 23 | Чигорак            | село                   | 2154      |
| 24 | Чуриловка          | посёлок                | 0         |